# Stiftelsen Stockholms läns Äldrecentrum
Stiftelsen Stockholms läns Äldrecentrum är ett centrum för forskning och utveckling, som stiftades 1986 av Stockholms läns landsting och Stockholms stad och har en politiskt vald styrelse. Uppdraget är att bidra med kunskap om äldre personers hälsa, vård och omsorg genom att praktiskt omsätta erfarenheter och forskningsresultat i frågor som rör äldre människors liv. Den egna forskningen omfattar grundforskning, tillämpad forskning och metodutveckling. Tyngdpunkten är tvärvetenskaplig och ligger inom områden som geriatrisk medicin, psykologi, socialgerontologi och socialt arbete. Stiftelsen Äldrecentrum utför även utredningar, utvärderingar och analyser på uppdrag av exempelvis kommuner, landsting och staten. Stiftelsen ger ut tidskriften Äldre i Centrum som är en nationell tidskrift som i populärvetenskaplig form tar upp aktuell äldreforskning.
Sedan 2021 använder verksamheten kortnamnet Stiftelsen Äldrecentrum i löpande text, omväxlande med sitt fullständiga namn.
År 2021 lanserade Stiftelsen Äldrecentrum en ny vetenskaplig tidskrift, Äldre i Centrum Vetenskapligt supplement, med inriktning mot äldre- och åldrandeforskning. Tidskriften ges ut som en bilaga till Äldre i Centrum och har den uttalade målsättningen att göra originalforskning mer tillgängliga för en ickeakademisk läsekrets, bland annat genom att publicera vetenskapliga artiklar på svenska och som open access.